# Cornelia Kramer
Cornelia Kramer (Aalborg, 16 december 2002) is een voetbalspeelster uit Denemarken. Ze speelt als aanvaller voor Bayer 04 Leverkusen in de Bundesliga

## Clubcarrière
Cornelia Kramer begon met voetballen in haar geboorteplaats Aalborg. Ze maakte deel uit van diverse jeugdteams van Aalborg BK. Op dertienjarige leeftijd debuteerde za voor het onder 18 team van Aalborg BK. Sinds 2018 kwam Kramer uit voor het eerste elftal van Aalborg BK waarmee ze in juni 2020 promoveerde naar de Elitedivisionen, het hoogste voetbalniveau van Denemarken. Kramer werd in het seizoen 2019/20 topscorer van Aalborg BK met 10 doelpunten in 14 wedstrijden. In 2021 maakte Kramer de overstap naar competitiegenoot HB Køge. Met deze club kwam ze drie seizoenen uit in de kwalificatiereeks voor de Champions League. Op 1 september 2021 maakte Kramer haar eerste twee doelpunten in de kwalificaties voor de Champions League in een wedstrijd tegen Sparta Praag. In de Elitedivisionen kwam Kramer tot 75 competitiewedstrijden en 27 doelpunten voor HB Køge.
Op 24 juni 2024 werd bekend dat Kramer vanaf het seizoen 2024/25 zal uitkomen voor het Duitse Bayer 04 Leverkusen in de Bundesliga. Ze tekende een contract dat haar tot medio 2026 aan de club verbonden houdt.

## Statistieken
| Seizoen | Club                | Competitie      | Competitie | Competitie | Beker | Beker | Overig | Overig | Totaal | Totaal |
| Seizoen | Club                | Competitie      | Wed.       | Dlp.       | Wed.  | Dlp.  | Wed.   | Dlp.   | Wed.   | Dlp.   |
| ------- | ------------------- | --------------- | ---------- | ---------- | ----- | ----- | ------ | ------ | ------ | ------ |
| 2018/19 | Aalborg BK          | Elitedivisionen | 5          | 1          | 0     | 0     | 0      | 0      | 5      | 1      |
| 2019/20 | Aalborg BK          | Elitedivisionen | 5          | 2          | 0     | 0     | 0      | 0      | 5      | 2      |
| 2020/21 | Aalborg BK          | Elitedivisionen | 23         | 6          | 0     | 0     | 0      | 0      | 23     | 6      |
| 2021/22 | HB Køge             | Elitedivisionen | 22         | 7          | 0     | 0     | 6      | 2      | 28     | 8      |
| 2022/23 | HB Køge             | Elitedivisionen | 19         | 5          | 0     | 0     | 1      | 0      | 20     | 5'     |
| 2023/24 | HB Køge             | Elitedivisionen | 20         | 9          | 0     | 0     | 2      | 2      | 22     | 11     |
| 2024/25 | Bayer 04 Leverkusen | Bundesliga      | 0          | 0          | 0     | 0     | 0      | 0      | 0      | 0      |
| Totaal  | Totaal              | Totaal          | 94         | 30         | 0     | 0     | 9      | 4      | 103    | 34     |

Bijgewerkt t/m 24 juni 2024.

## Interlandcarrière
Cornelia Kramer kwam uit voor Denemarken O16 en Denemarken O17. Op 2 oktober 2019 maakte ze haar debuut voor Denemarken onder 19. Met Denemarken onder 17 nam ze deel aan het EK 2019. Ondanks een doelpunt van Kramer in de laatste groepswedstrijd tegen Bulgarije wist Denemarken niet door te stoten naar de knockoutfase. In 2024 werd Kramer voor het eerst opgeroepen voor het seniorenteam van Denemarken in een wedstrijd tegen Oostenrijk in de Nations League. Datzelfde jaar debuteerde Kramer voor Denemarken onder 23 in een vriendschappelijke wedstrijd tegen Nederland.